# Gomphidius maculatus
Gomphidius  maculatus (Giovanni Antonio Scopoli, 1772 ex Elias Magnus Fries, 1838), din încrengătura Basidiomycota, în familia Gomphidiaceae și de genul Gomphidius este o specie de ciuperci comestibile regional destul de răspândită care coabitează, fiind un simbiont micoriza, formând prin urmare micorize pe rădăcinile arborilor. O denumire populară nu este cunoscută. Buretele se dezvoltă în România, Basarabia și Bucovina de Nord solitar sau în grupuri mai mici pe sol acru și nisipos, nici prea uscat, nici prea umed, adesea împreună cu hribul zadei, în păduri de conifere și în cele mixte precum la marginea lor, sub larici. Apare și de la câmpie la deal, dar preferat în munți, din (iunie) iulie până în octombrie (noiembrie).

## Taxonomie

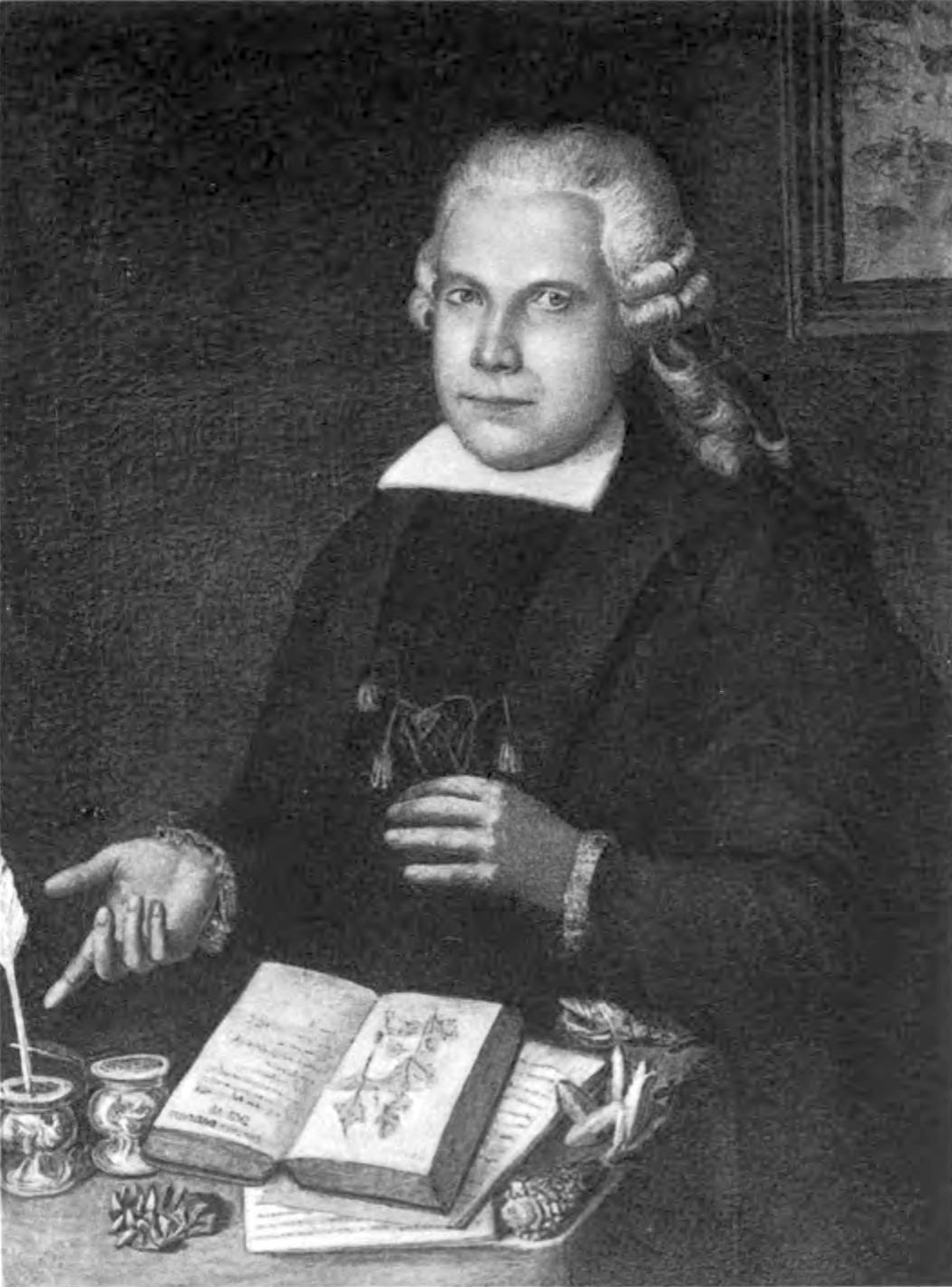
Giovanni Antonio Scopoli

Numele binomial a fost determinat de savantul italian Giovanni Antonio Scopoli drept Agaricus maculatus în volumul 2 al operei sale Flora carniolica exhibens plantas Carnioliae indigenas din 1772.
Apoi, în 1838, renumitul savant suedez Elias Magnus Fries a mutat specia la genul  Gomphidius sub păstrarea epitetului, în cartea sa Epicrisis systematis mycologici, seu synopsis hymenomycetum, fiind și numele curent valabil (2023).
Toate celelalte încercări de redenumire precum formele și variațiile sunt acceptate ca sinonime.
Epitetul specific se trage din adjectivul latin (latină maculosus=murdărit, pătat, sclipind pestriț datorită aspectului cuticulei și piciorului.

## Descriere

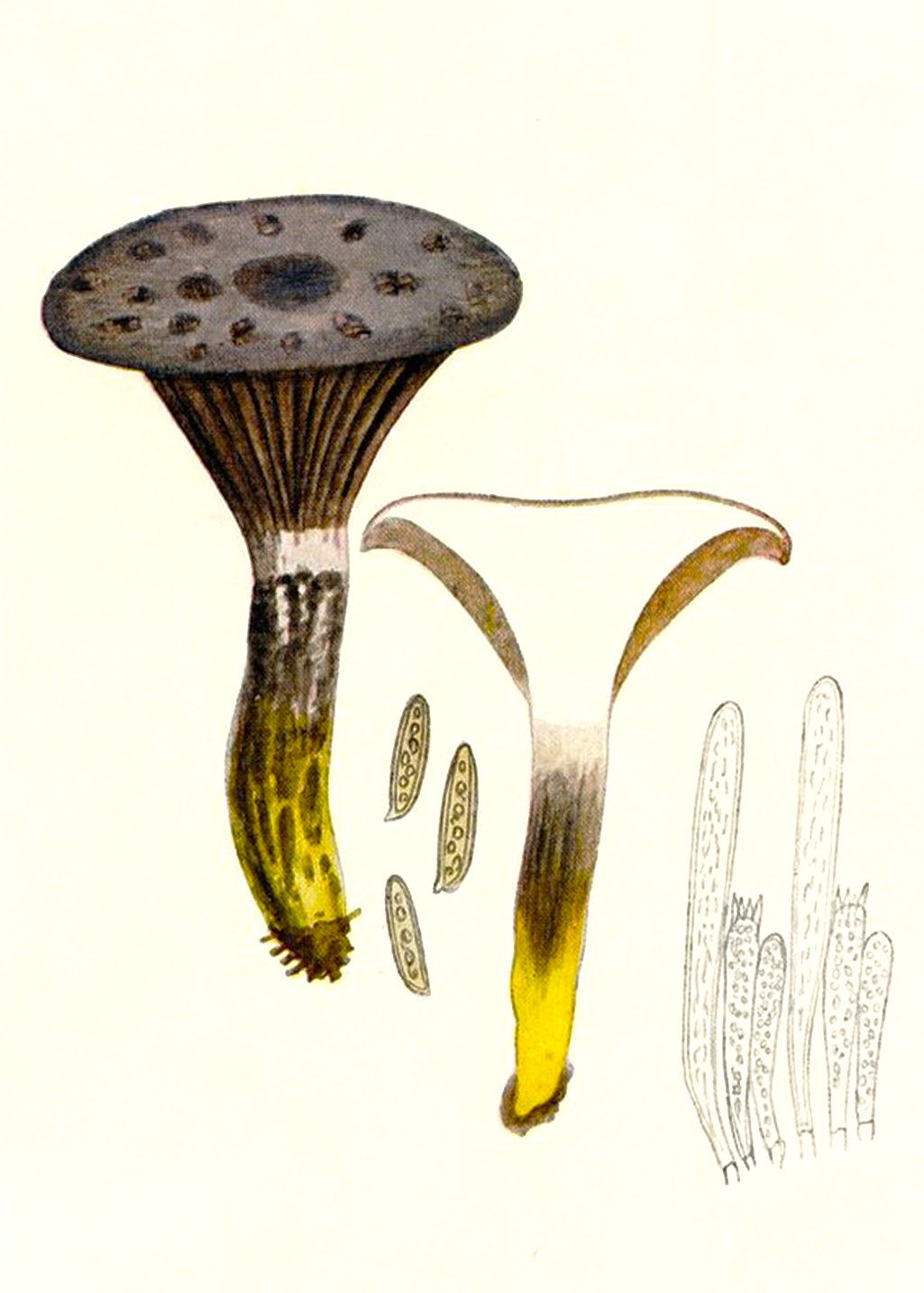
Bres.: Gomphidius maculatus

- Pălăria: are un diametru de 3-8 (10), este cărnoasă, campanulată până la convexă, apoi larg convexă, la bătrânețe aplatizată și în mijloc adâncită neregulat, dezvoltând câteodată un gurgui central obtuz, puțin proeminent. Marginea inițial rulată spre interior se întinde cu avansarea în vârstă, devenind striată. Cuticula care se poate decojii foarte ușor este netedă și golașă, acoperită în tinerețe uneori cu fibrile fine și palide, fiind uneori doar unsuroasă dar preponderent puternic vâscoasă. Picăturile care se formează adesea din acest mucilagiu pot avea culoarea chihlimbarului. Coloritul variabil poate fi roz palid, carneu, roșu de somon, brun-portocaliu până la maro-roșcat, presărat mai târziu cu pete negricioase. Cuticula înnegrește după o leziune și la bătrânețe. Un văl parțial lipsește.
- Lamelele: ușor separabile de pălărie, distanțate, nu prea groase, bifurcate, rar și intercalate, cu nervuri la bază, sunt arcuite și decurente în lungul piciorului. Coloritul inițial albicios până gri-alb, la maturitate cu nuanțe deschise de brun-roșcat, devine la bătrânețe gri-negricios. Branhiile se decolorează după o leziune ruginiu, schimbând apoi la brun-negricios.
- Piciorul: are o înălțime de 5-8 x 0,8-1(2) cm, este cilindric, ceva diminuat spre bază, plin, dar la bătrânețe gol pe dinăuntru, vâscos la început, apoi mai mult sau mai puțin uscat, pe treimea superioară albicios, uneori cu solzi mici întunecați, în rest acoperit cu fibrile sau pete ocraceu închise până la negru-purpurii, iar la bază galben strălucitor sau brun-gălbui, înroșind la apăsare, pentru a înnegri după câtva timp. De asemenea, înnegrește la bătrânețe sau imediat după ce a fost rănit. Nu posedă o zonă inelară.
- Carnea: este destul de groasă, fermă, părând oarecum impregnată în tinerețe, aproape niciodată atacată de viermi și de culoare albicioasă, uneori cu  o zonă îngustă vinacee de 1-2 mm sub cuticulă, fiind în domeniul bazei galben. Se înroșește mai întâi după tăiere, dar devine apoi negricioasă. Mirosul este aproape imperceptibil, gustul plăcut și dulceag.
- Caracteristici microscopice: are spori ocru-gălbui, netezi, elipsoidali priviți din față, dar sub-fuziformi până la fuziform văzuți din lateral, gutulați (compuși din vezicule mici și rotunde), gri-bruni în hidroxid de potasiu, inactivi în reactivul Melzer, având o mărime de (14(18)-20 (23) × 6-8 (9) microni. Pulberea lor poate fi gri fumurie, negru-măslinie până la aproape neagră. Basidiile clavate îngust cu 4 sterigme fiecare, fără cleme, hialine dar cu granule închise cu hidroxid de potasiu, hialine și uneori galbene cu reactivul Melzer, au o dimensiune de 40 (48)-50 (65) × 8-12 (12,5) microni. Pileipellis este o ixocutis formată din hife paralele până neregulat sinuoase, culcate, gelatinizate, nu ondulate, cu câteva septuri, parțial hialine sau încrustate maroniu, cu 3-8 µm în diametru. Trama himenoforală este bilaterală sau neregulată. Cheilocistide (elemente sterile situate pe muchia lamelor) de 95-170 x 15-30 microni, fuziform-bombate până sub-cilindrice cu pereți subțiri, sunt hialine, uneori cu incrustații galben-brune s 95-170 x 15-30 µm, pleurocistidele (elemente sterile situate în himenul de pe fețele lamelor) fiind asemănătoare. Caulocistidele (cistide situate la suprafața piciorului) fuziforme până la sub-cilindrice, apărând în mănunchiuri la vârful tijei, cu pereți subțiri, groși de până la 3 µm, sunt hialine sau galbene doar spre vârf și cu încrustații galben închise în hidroxid de potasiu, măsurând 60-113 x 8-12 microni.[8][9]
- Reacții chimice: carnea se colorează cu hidroxid de amoniu măsliniu murdar, cu soluția Lugol vinaceu și cu sulfovanilină temporar vinaceu. În plus, sucul buretelui colorează hârtie albă carneu.[10]

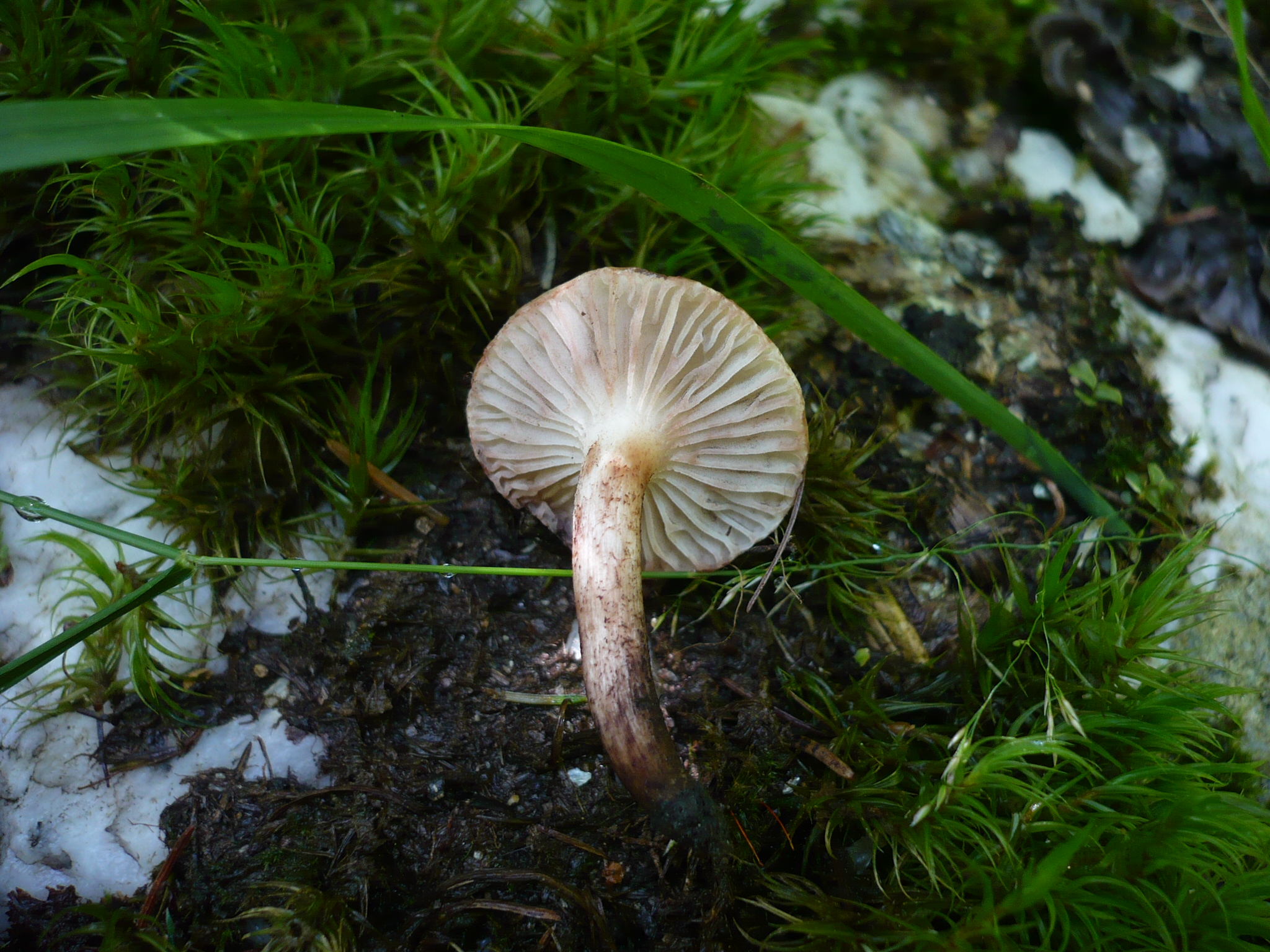
G. maculatus, lamele și picior
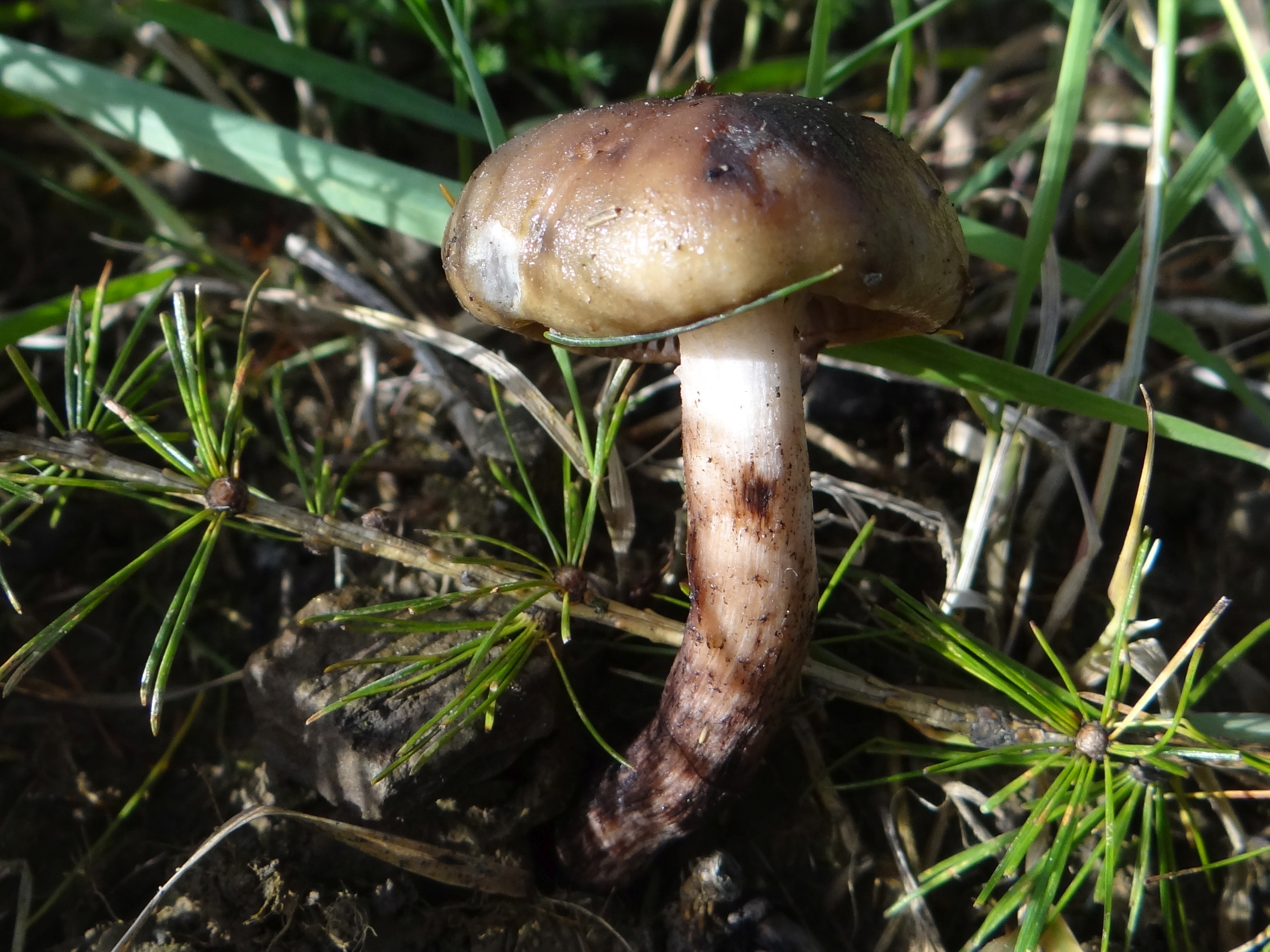
G. maculatus tânăr
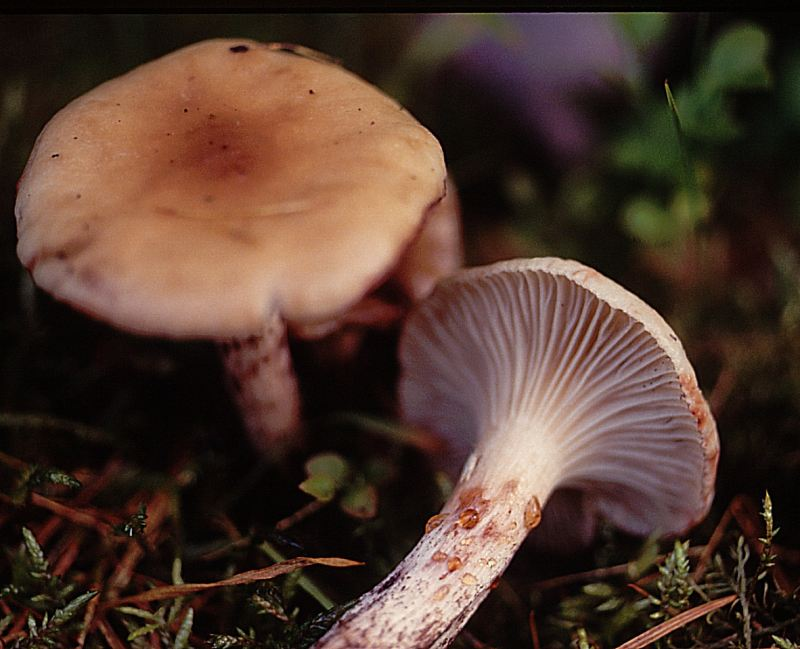
G. maculatus matur
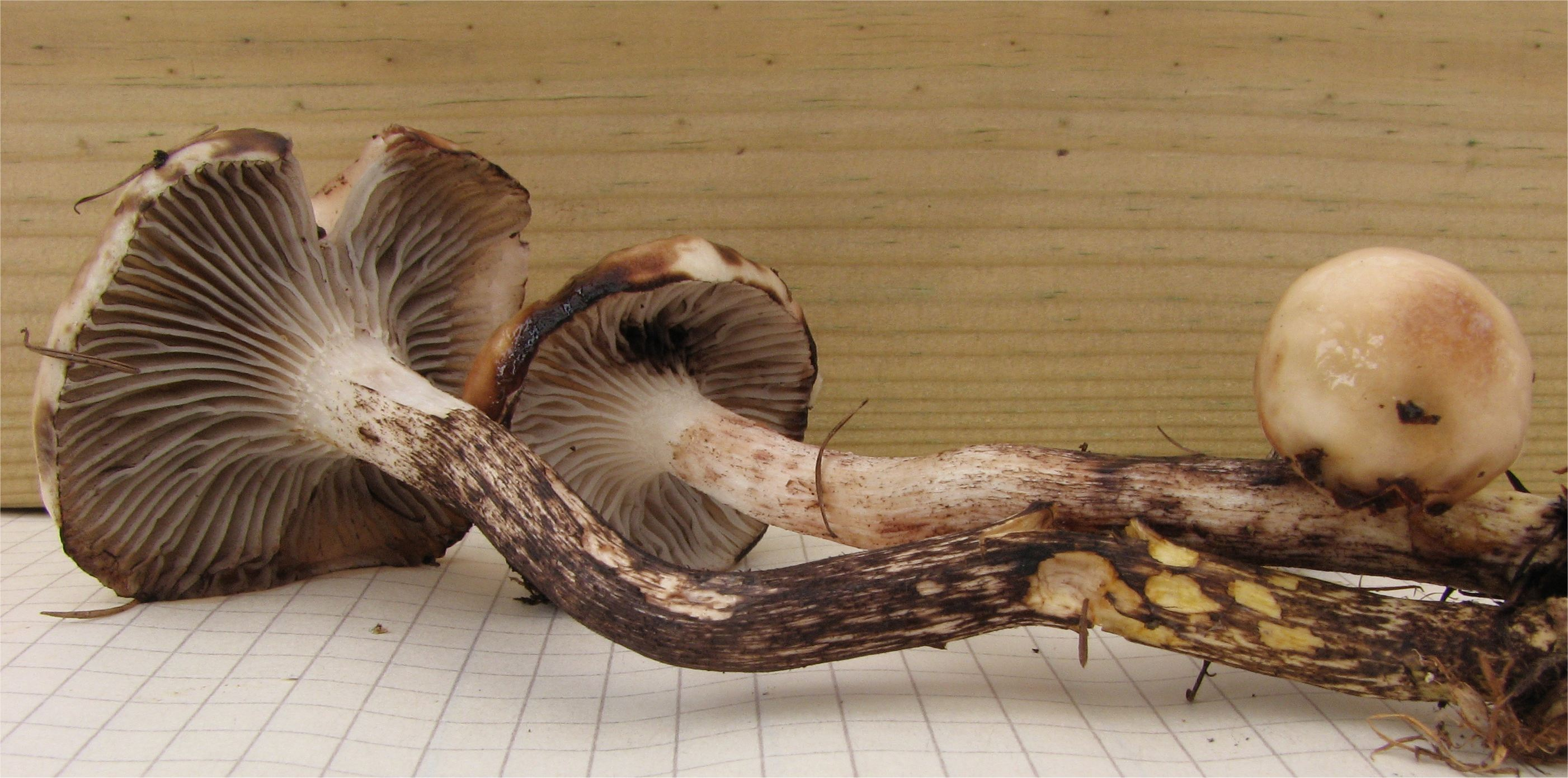
G. bătrâni și unul tânăr

## Confuzii
Ciuperca poate fi confundată de exemplu cu Chroogomphus helveticus sin. Gomphidius helveticus (comestibil), Chroogomphus rutilus sin. Gomphidius viscidus (comestibil, ceva mai mic, cuticulă uscată, dar tare unsuroasă la umezeală și mai roșiatică, crește sub pini), Gomphidius glutinosus (comestibil), Gomphidius gracilis (comestibil, ceva mai mic, colorit de asemenea  rozaliu, cuticulă unsuroasă) sau Gomphidius roseus (comestibil),
De sus, buretele poate fi confundat și cu Suillus grevillei (comestibil, are tuburi, pori precum în tinerețe o manșetă largă, galben roșiatic până brun-roșiatic, crește sub larici) sau cu Suillus luteus (comestibil, și el are tuburi și pori precum o manșetă largă, se dezvoltă sub pini) precum cu Suillus viscidus (comestibil, se dezvoltă sub larici).
Fatal ar fi confuzia posibilă cu posibil letalul Paxillus involutus.

## Specii asemănătoare

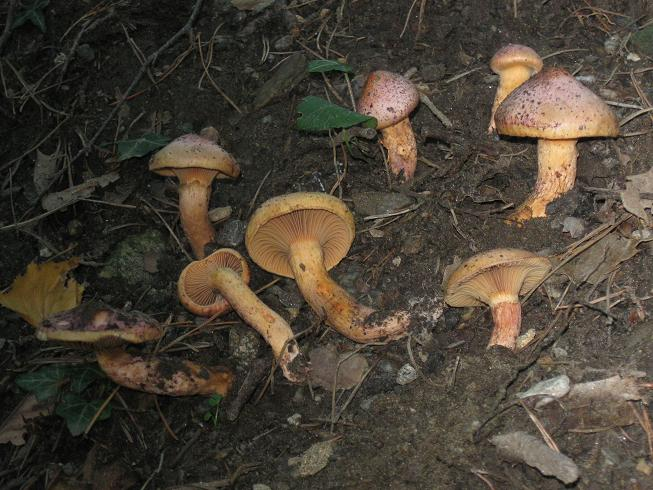
Chroogomphus sin. Gomphidius helveticus
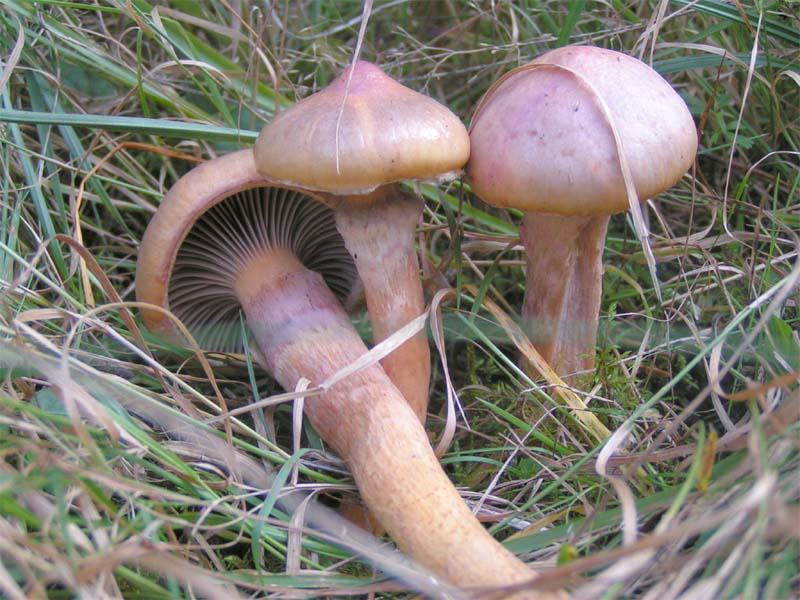
Chroogomphus rutilus sin. Gomphidius viscidus
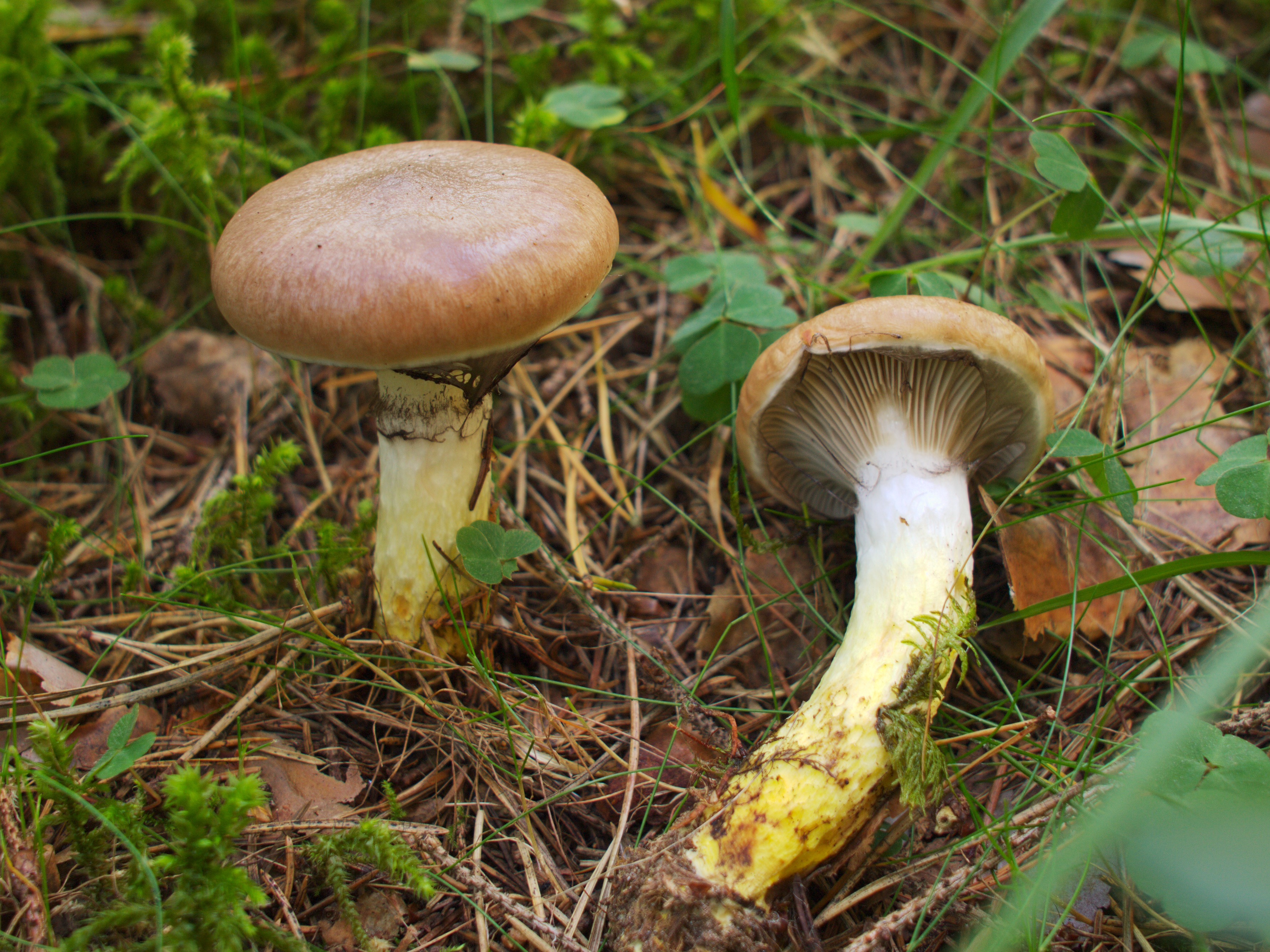
Gomphidius glutinosus
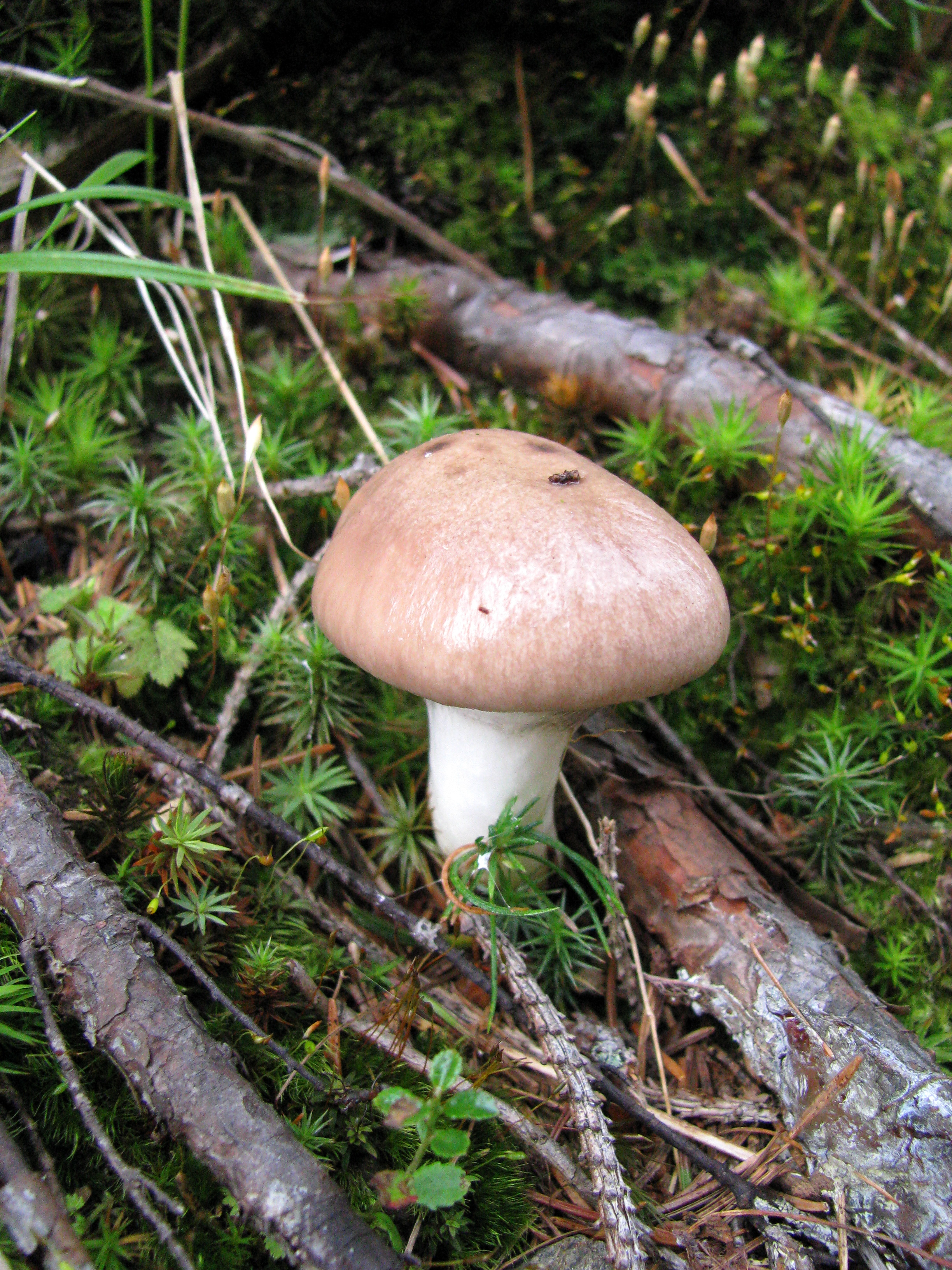
Gomphidius gracilis
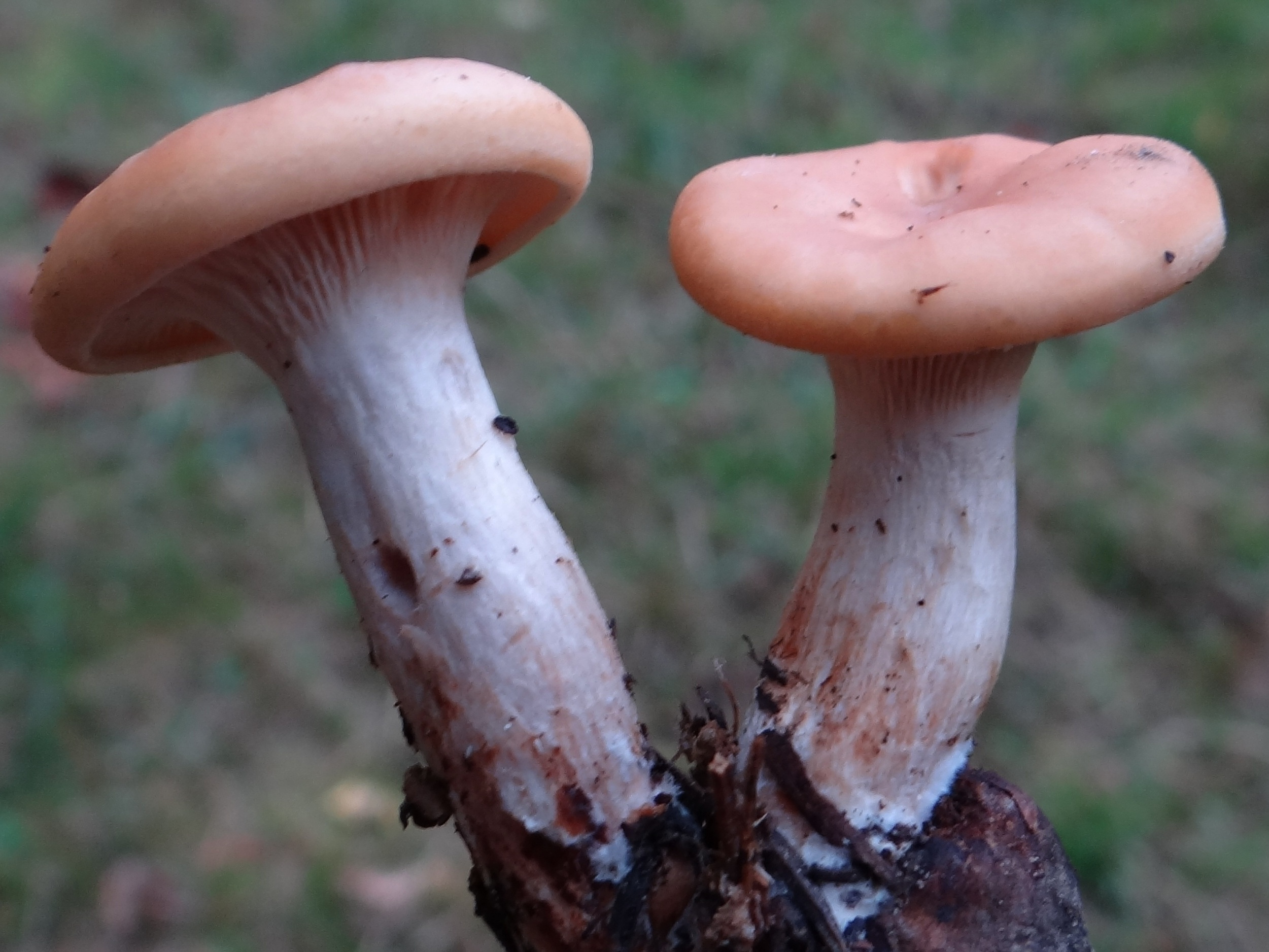
Gomphidius roseus

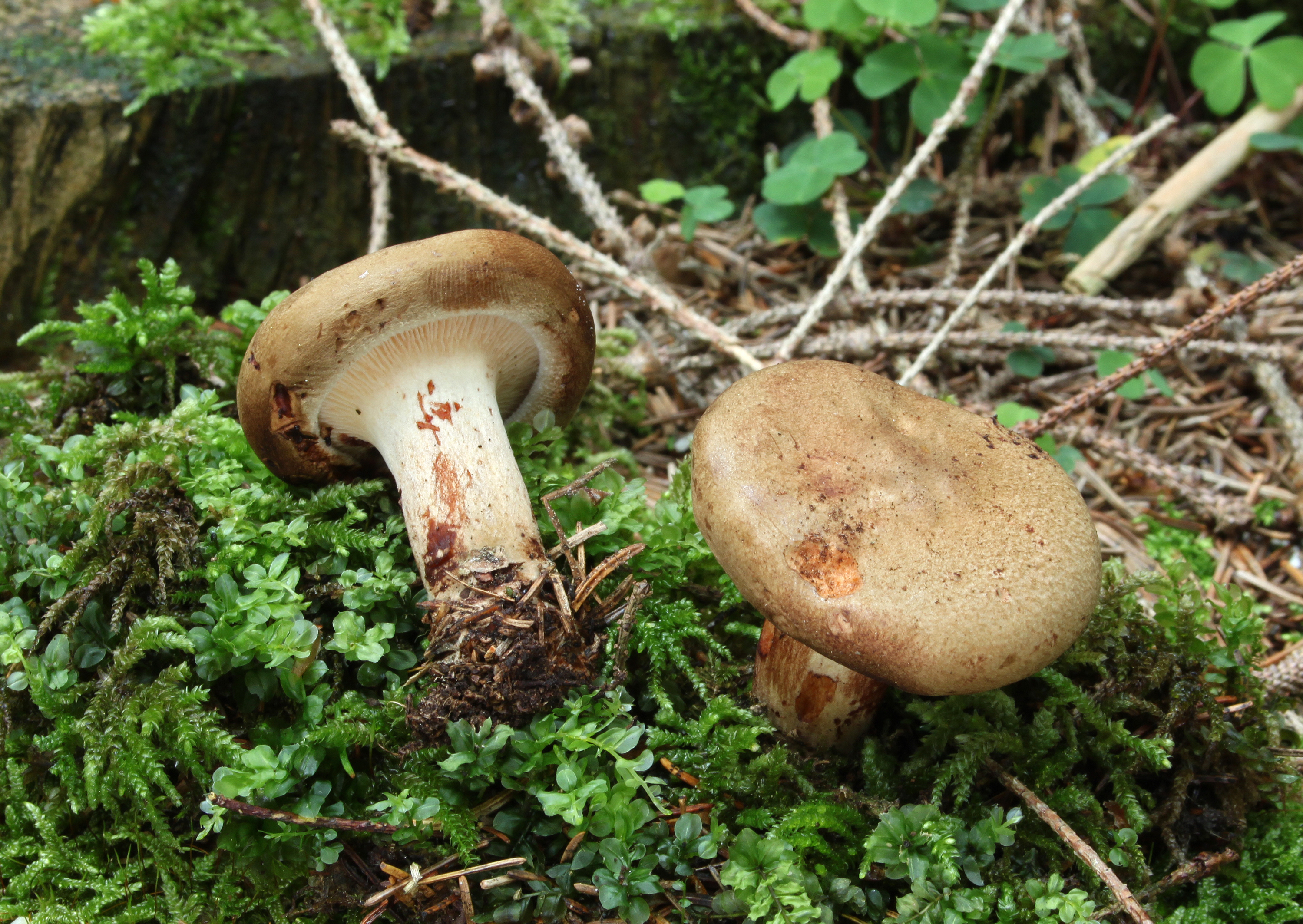
!!!Paxillus-involutus!!!
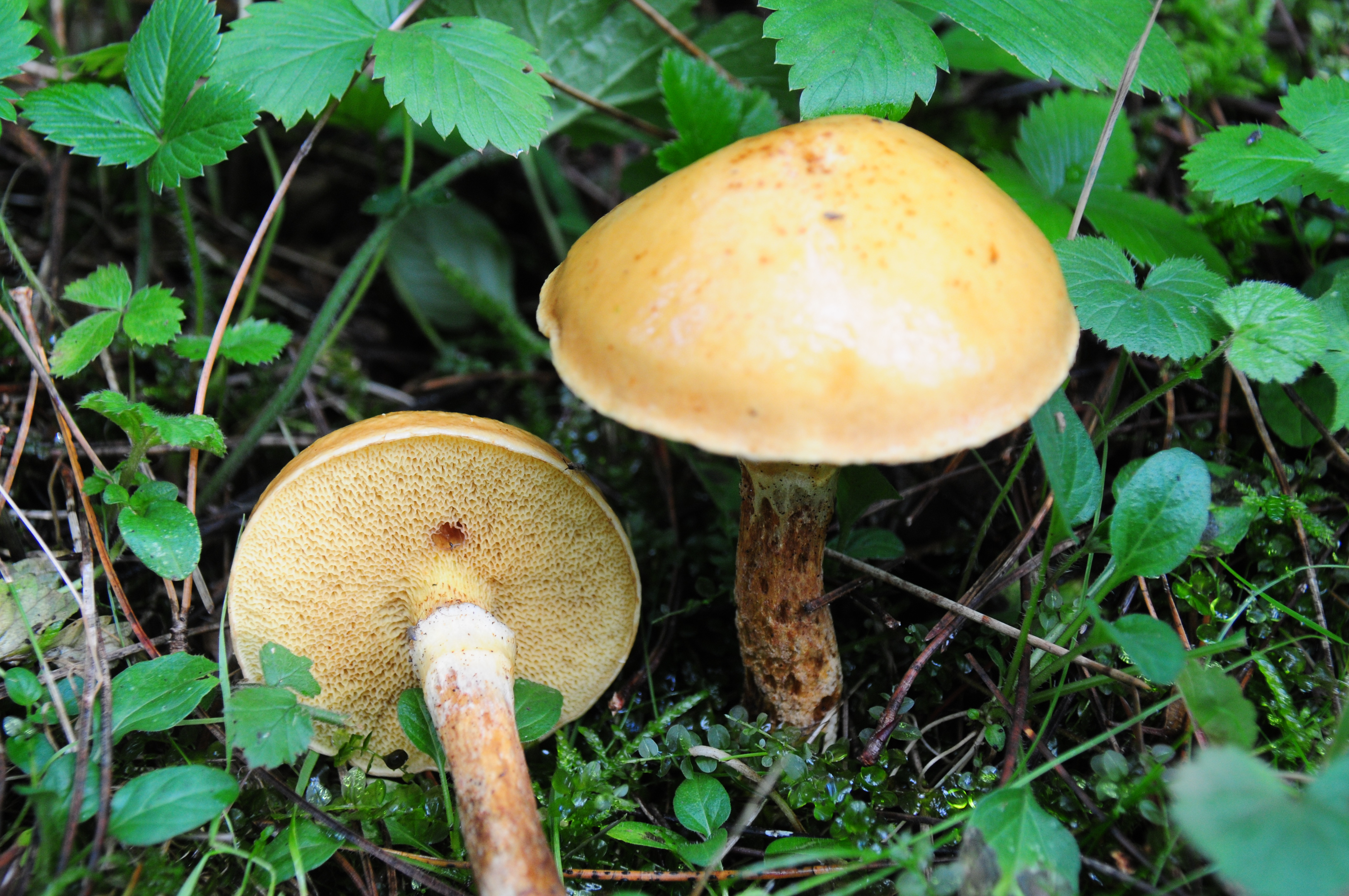
Suillus grevillei
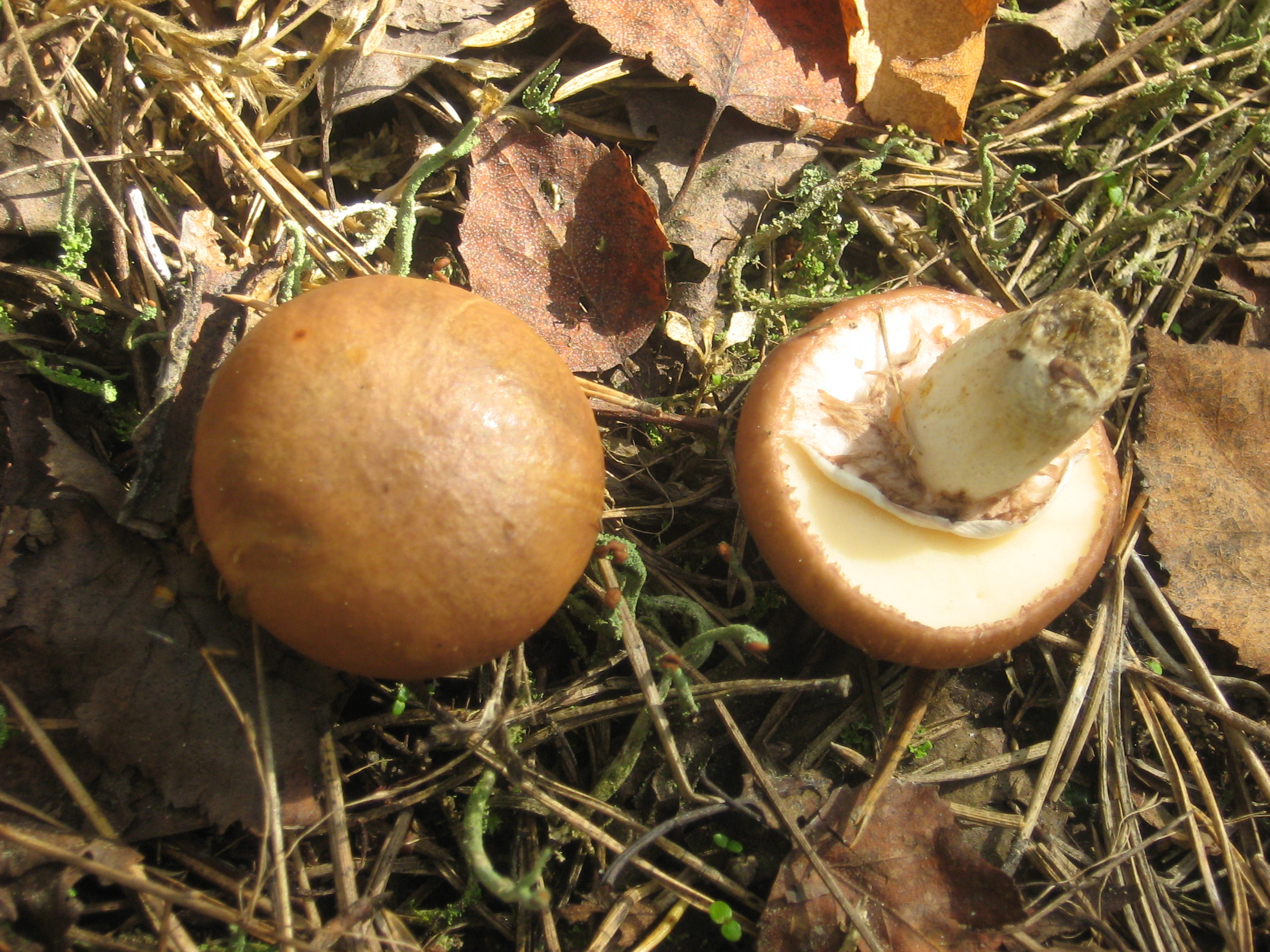
Suillus luteus
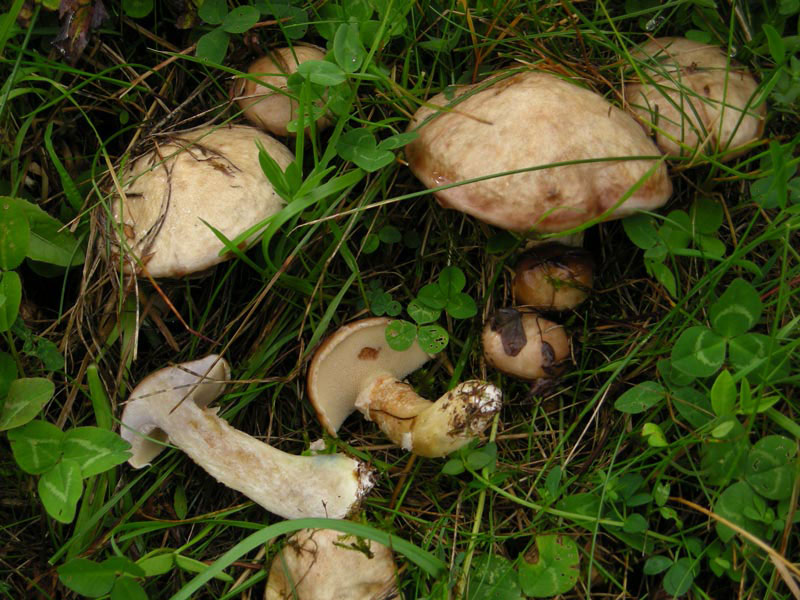
Suillus viscidus

## Valorificare
Gomphidius maculatus este calitativ asemănătoare băluștii molidului, astfel ea poate fi prelucrată în bucătărie la fel. Cuticula ar trebui să fie îndepărtată imediat după cules.